# Língua aquitana

A língua aquitana ao sul dos Pirenéus, cerca de

A língua aquitana era falada em ambos os lados dos Pirenéus ocidentais na antiga Aquitânia, (aproximadamente entre os Pirenéus e o Garona, região posteriormente conhecida como Gasconha) e nas áreas ao sul dos Pirenéus, principalmente nos vales do País Basco antes da conquista desta região pelos romanos.
Evidências arqueológicas, toponímicas e históricas mostram que ela era uma língua vascónica ou pertencente ao grupo que foi o precursor da língua basca. As mais importantes peças de evidência são uma série de textos votivas e funerários em latim, que contêm cerca de 400 nomes pessoais e 70 nomes de deuses.